# 형주
형주(荊州)는 중국 역사상의 옛 행정 구역이며, 구주 중 한 곳으로 전해 내려오는 지역이다. 후한 13주 중 한 지역이며, 중심지는 한수(漢壽, 현재의 후난성 창더 시 한서우 현) · 양양(襄陽, 현재의 후베이성 샹양 시)이다.

## 군 · 군국

### 전한
| - 강하군(江夏郡) - 계양군(桂陽郡) - 남군(南郡) - 남양군(南陽郡) - 무릉군(武陵郡) | - 영릉군(零陵郡) - 장사국(長沙國) |

## 후한
각 군국 밑에 나열한 것은 속현(屬縣)의 목록이며, 치소(治所)가 있었던 곳은 굵은 글씨로 표기하였다.

## 삼국 시대

#### 조위
남양군(南陽郡) · 남향군(南鄕郡) · 강하군(江夏郡) · 양양군(襄陽郡) · 위흥군(魏興郡) · 상용군(上庸郡) · 신성군(新城郡) · 방릉군(房陵郡) · 의양군(義陽郡) · 석군(錫郡) · 양양남부도위(襄陽南部都尉)

#### 동오
남군(南郡) · 의도군(宜都郡) · 건평군(建平郡) · 강하군(江夏郡) · 무릉군(武陵郡) · 천문군(天門郡) · 장사군(長沙郡) · 형양군(衡陽郡) · 상동군(湘東郡) · 영릉군(零陵郡) · 영양군(營陽郡) · 시안군(始安郡) · 소릉군(昭陵郡) · 계양군(桂陽郡) · 시흥군(始興郡) · 임하군(臨賀郡) · 한창군(漢昌郡) · 서릉군(西陵郡) · 고릉군(固陵郡) · 무창군(武昌郡)

## 서진
손오를 멸망시킨 이후 시흥군, 시안군, 임하군을 광주로 옮기고 남군에서 남평군을 분리하고, 남양군에서 의양군을 분리하고 남향군을 순양군으로 바꿨으며 양주의 안성군을 내속시켜 22군 169현 357,548호를 거느렸다. 진 혜제시기 계양군, 무창군, 안성군이 강주로, 신성군, 위흥군, 상용군이 양주로 옮겨지고 수군(隨郡), 신야군(新野郡), 경릉군(竟陵郡)이 신설되고 장사, 형양, 상동, 영릉, 소릉, 계양, 광주로 넘어간 시흥, 시안, 임하의 9개군이 상주으로 분리되면서 지금의 후베이성과 난양 시일대로 관할범위가 축소되었다.
강하군(江夏郡) · 남군(南郡) · 양양군(襄陽郡) · 순양군(順陽郡) · 의양군(義陽郡) · 신성군(新城郡) · 위흥군(魏興郡) · 상용군(上庸郡) · 건평군(建平郡) · 의도군(宜都郡) · 남평군(南平郡) · 무릉군(武陵郡) · 천문군(天門郡) · 장사군(長沙郡) · 형양군(衡陽郡) · 상동군(湘東郡) · 영릉군(零陵郡) · 소릉군(邵陵郡) · 계양군(桂陽郡) · 무창군(武昌郡) · 안성군(安城郡) · 신야군(新野郡) · 경릉군(竟陵郡) · 수군(隨郡)

## 유송
449년(유송 문제 원가 26년) 양양군, 남양군, 신야군, 순양군, 수군이 옹주로 분리되고 454년(송 효무제 효건 원년), 강하군, 경릉군, 수군, 무릉군, 천문군이 상주의 파릉군, 강주의 무창군, 예주의 서양군과 함께 영주로 분리되면서 관할범위가 지금의 후베이 성 중서부 일대로 크게 축소되었다. 12군 48현 65,604호를 거느렸다.
남군(南郡) · 남평군(南平郡) · 천문군(天門郡) · 의도군(宜都郡) · 파동군(巴東郡) · 문양군(汶陽郡) · 남의양군(南義陽郡) · 신흥군(新興郡) · 남하동군(南河東郡) · 건평군(建平郡) · 영녕군(永寗郡) · 무녕군(武寗郡)

## 남제
남평군이 이관되고 천문군이 들어왔다. 나머지는 큰 변화가 없었다.

## 남량
의양군, 남평군이 다시 형주에 이관되었고  의도군, 건평군, 파동군이 타주로 이관되었다. 이외에 '남안상군'이 신설되었다.

## 남진
남평군, 천문군, 의양군의 세개군으로 정리되었다.